# 两形果鹤虱
两形果鹤虱（学名：Lappula duplicicarpa）是紫草科鹤虱属的植物。分布在俄罗斯以及中国大陆的新疆、青海等地，生长于海拔400米至2,770米的地区，常生长在低山阳坡以及剥蚀石质丘陵地带。

## 变种
- 小刺鹤虱（学名：Lappula duplicicarpa var. brevispinula）为紫草科鹤虱属两形果鹤虱的变种。分布于中国大陆的新疆等地，生长于海拔400米的地区，常生长在戈壁滩及沙地。
- 密毛鹤虱（学名：Lappula duplicicarpa var. densihispida）为紫草科鹤虱属两形果鹤虱的变种。分布于中国大陆的甘肃、新疆等地。